# Трофимов, Николай Николаевич (Герой Социалистического Труда)
Николай Николаевич Трофимов (1911, Коровьи Хвосты, Тульская губерния — 1993, Горячкино, Тульская область) — советский шахтёр. Герой Социалистического Труда (1948).

## Биография
Николай Трофимов родился в 1911 году в деревне Коровьи Хвосты Крапивенского уезда Тульской губернии (сейчас Дружба Щёкинского района Тульской области).
Работал машинистом врубовой машины на щёкинской шахте № 2 комбината «Москвоуголь».
С 1941 года участвовал в Великой Отечественной войне, но в 1943 году был демобилизован, поскольку требовался на шахте.
Вернувшись на шахту № 2 предприятия «Тулауголь», после её восстановления вновь трудился машинистом врубовой машины. Добивался высокой выработки благодаря новаторскому подходу к работе. В 1946 году перевыполнил норму на 135%, в 1947 году — на 185%, а личное пятилетнее задание выполнил за три года и два месяца.
28 августа 1948 года Указом Президиума Верховного Совета СССР за выдающиеся успехи в деле увеличения добычи угля, восстановления и строительства угольных шахт и внедрения передовых методов работы, обеспечивших значительный рост производительности труда, удостоен звания Героя Социалистического Труда с вручением ордена Ленина и золотой медали «Серп и Молот». Стал первым щёкинским горняком, получившим это звание.
До выхода на пенсию работал на шахте.
Умер в 1993 году в деревне Горячкино Щёкинского района Тульской области.
Награждён медалями, в том числе «За трудовую доблесть» (4 сентября 1948).